# Thomas de Beauchamp, XII conde de Warwick
Thomas de Beauchamp, XII conde de Warwick (16 de marzo de 1338 - 8 de abril/agoste de 1401 fue un noble inglés de la Edad Media, con ascendencia francesa, y uno de los principales opositores a Ricardo II de Inglaterra.

## Nacimiento y matrimonio

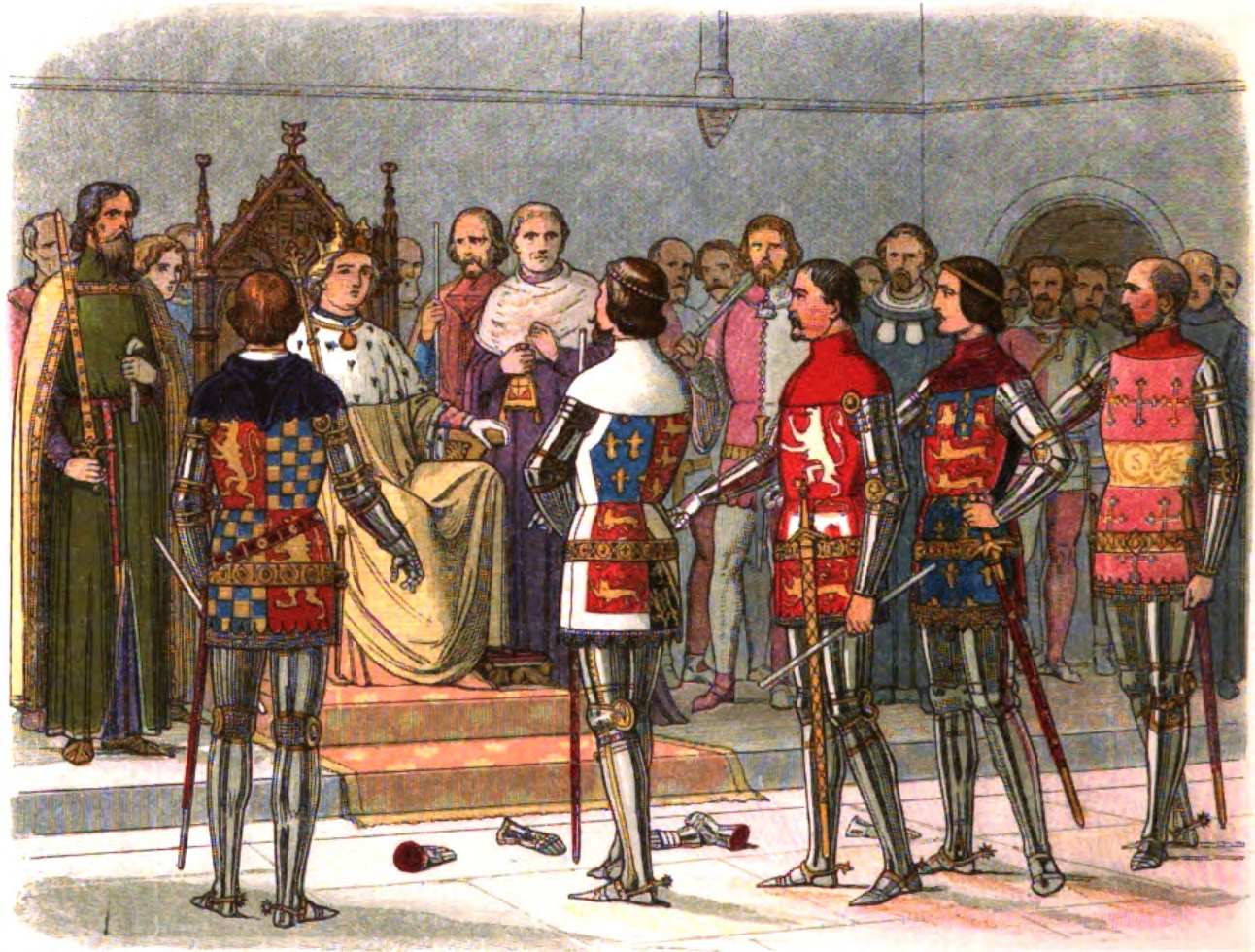
Richard FitzAlan, XI conde de Arundel; Thomas de Woodstock, I duque de Gloucester; Thomas de Mowbray, I duque de Norfolk; Henry, conde de Derby (futuro Enrique IV); y Thomas de Beauchamp, XII conde de Warwick, arrojan sus guanteletes y demandan a Ricardo II y demandan que les dejen probar por las armas la justicia de su rebelión

Era hijo de Thomas de Beauchamp, XI conde de Warwick y Katherine Mortimer, hija de Roger Mortimer, I conde de March. Sucedió a su padre en 1369. Se casó con Margaret Ferrers, hija de Sir William Ferrers, III barón Ferrers de Groby y Margaret d'Ufford, hija de Robert d'Ufford, I conde de Suffolk. Fueron padres de tres hijos: Richard, Katherine y Margaret.

## Servicio a la Corona
Nombrado caballero en 1355, Beauchamp acompañó a Juan de Gante a sus campañas contra Francia en 1373, y  por esa época fue nombrado caballero de la Orden de la Jarretera. En los parlamentos de 1376 y 1377, se le encomendó supervisar la reforma del gobierno de Ricardo II. Cuando no se consiguió el efecto deseado, Beuchamp fue nombrado gobernador sobre el rey. En 1377, o 1378, otorgó las mansiones de Croome Adam (ahora Earls Croome), en Worcestershire, y Grafton Flyford, en Warwickshire, a Henry de Ardern por una rosa roja. Entre 1377 y 1378 fue nombrado Almirante del Norte. Beauchamp lideró un gran número de soldados y arqueros en la campaña del rey Ricardo contra Escocia de 1385.

## Conflicto con Ricardo II
En 1387, fue uno de los señores apelantes, quienes intentaron separar al rey de sus favoritos. Tras la recuperación del poder real por parte del rey, Beuchamp se retiró a sus dominios, pero igualmente fue acusado por alta traición en 1397, por conspirar en una supuesta conjura del conde de Arundel. Fue prisionero en la Torre de Londres (en lo que hoy se conoce como "Torre de Beauchamp"). Se declaró culpable y se pidió misericordia al rey. Ricardo le confiscó sus títulos y bienes, y le encerró en la Isla de Man de por vida. Sin embargo, al año siguiente, volvió a la Torre y fue liberado en agos de 1399, cuando Henry Bolingbroke hizo sus victorias iniciales sobre el rey Ricardo II.

## Reinado de Enrique IV
Tras el derrocamiento de Ricard, y el ascenso de Bolingbroke, desde entonces rey Enrique IV, Beuchamp fue restituido en sus títulos y tierras. Fue no de los que aconsejó al rey asesinar a Ricardfo, y acompañó al rey en la rebelión de 1400.
Beauchamp murió en 1401 (las fuentes difieren si el 8 de abril u 8 de agosto. Fue sucedido por su hijo Richard de Beauchamp, XIII conde de Warwick.